# Mikoplazma
Mikoplazma je rod bakterija kojima nedostaje ćelijski zid. Iz toga razloga one nisu podložne uticaju brojnih antibiotika poput penicilina ili drugih beta-laktama koji utiču na sintezu ćelijskog zida. One mogu da budu parazitske ili saprotrofne. Nekoliko vrsta su ljudski patogeni, uključujući , koja je važan uzročnik atipične pneumonije i drugih respiratornih oboljenja, i , za koju se smatra da učestvuje u pelvičnoj inflamatornoj bolesti. Mikoplazma je najmanja poznata ćelija. Njen prečnik je oko mikrona (μm).

## Poreklo imena
Ime Mycoplasma, od grč. mykes (gljivice) i plasma (formirane), je prvi koristio Albert Bernhard Frank 1889. On je smatrao da se radi o gljivicama, usled njihovih karakteristika.
Starije ime za Mycoplasma je bilo pleuro pneumoniji slični organizmi (PPLO). Kasnije je utvrđeno da je gljivicima sličan način rasta  jedinstven za te vrste.

## Karakteristike
Poznato je preko 100 vrsta roda Mycoplasma, jednog od nekoliko rodova bakterijske klase Mollicutes. One su paraziti ili komensali ljudi, drugih životinja (uključujući insekte), i biljki. Rod Mycoplasma je po definiciji ograničen na kičmenjačke domaćine. Holesterol je neophodan za rast vrsta iz roda Mycoplasma, kao i pojedinih drugih rodova mollicutes. Njihova optimalna temperatura rasta je često temperatura njihovog domaćina (npr. 37°  kod ljudi) ili temperatura ambijenta ako domaćin nema sposobnost regulacije unutrašnje temperature. Analiza 16S sekvenci ribozomske RNK kao i genskog sadržaja strogo sugerišu da su mollicute, uključujući mikoplazme, blisko srodne sa bilo Lactobacillus ili Clostridium granom filogenetičkog drveta (Firmicutes sensu stricto).

## Spoljašnje veze
- Veličina ćelija
- Архивирано на веб-сајту  (15. јул 2014)